# Paranandra vittula
Paranandra vittula là một loài bọ cánh cứng trong họ Cerambycidae.